# Montauk Point Light
Montauk Point Light nebo Montauk Point Lighthouse je maják, který se nachází v sousedství státního parku Montauk Point na nejvýchodnějším bodě ostrova Long Island v obci Montauk ve městě East Hampton v okrese Suffolk ve státě New York. Maják byl prvním majákem postaveným na území státu New York a byl prvním veřejným stavebním projektem nových Spojených států. Je čtvrtým nejstarším aktivním majákem ve Spojených státech. Na Long Islandu je zapsán v Národním registru historických míst, v roce 2012 byl pro svůj význam pro newyorskou a mezinárodní lodní dopravu v raném federálním období označen za národní historickou památku.
Maják, který se nachází na výšině Turtle Hill na nejvýchodnějším cípu Long Islandu, na konci poloostrova South Fork, na adrese 2000 Montauk Highway, je soukromě provozovaným muzeem a není součástí státního parku Montauk Point. 